# Stewart Stern
Stewart Henry Stern (ur. 22 marca 1922 w Nowym Jorku, zm. 2 lutego 2015 w Seattle) – amerykański scenarzysta filmowy. Dwukrotnie nominowany do Oscara i Nagrody Emmy.

## Filmografia (wybrana)
- Benjy (1951)
- Teresa (1951)
- Buntownik bez powodu (1955)
- The Rack
- The James Dean Story (1957)
- Thunder in the Sun (1959)
- Spokojny Amerykanin (1961)
- The Ugly American (1963)
- Rachelo, Rachelo (1968)
- The Last Movie (1971)
- Summer Wishes, Winter Dreams (1973)